# Teen Beach 2
Teen Beach 2 es una película original de Disney Channel de 2015, secuela de la película de 2013 Teen Beach Movie. Dirigida por 
Jeffrey Hornaday y protagonizada por Ross Lynch,  Maia Mitchell, Grace Phipps y Garrett Clayton. 
La película está ambientada tres meses después de los acontecimientos de la primera película.
Fue estrenada el 26 de junio de 2015 en Estados Unidos, el 3 de julio en España,  y el 12 de julio en Latinoamérica.
En la noche de su estreno tuvo 5.8 millones de espectadores.

## Trama
Tres meses después de regresar al mundo real, todo empieza con Mack y Brady cuando tienen una cita en el lugar donde se conocieron cuando Brady miraba su película favorita "Wet Side Story”. Allí ven el final de la película, que no se había mencionado en la primera película.  Ahí interpretan "Best Summer Ever"  con sus compañeros en la pantalla. Además es el último día de verano y Brady teme que todo cambie, debido a que ambos se conocieron en el verano, pese a tener la misma edad, ir al mismo instituto y compartir algunas clases, Brady teme verse desplazado porque ambos tienen distintos enfoques: mientras Mack quiere ir a la universidad, Brady quiere quedarse en la isla y fabricar tablas de surf con ciertas características especiales. Surfean una vez más antes de que el verano termine oficialmente, y Mack pierde el collar que Lila le había regalado antes de irse; su último recuerdo de "Wet Side Story". Al día siguiente es el primer día de escuela y Mack y Brady no tienen un buen día. Brady se ve dolido constantemente por los celos y no le gusta ser ignorado por Mack, que tiene muchas actividades que hacer. 
Ambos chicos se encuentran en la salida del colegio, y Mack le pide a Brady que la acompañe más tarde a una convención de universidades. Pasa la tarde y Brady trabaja en su taller de fabricación de tablas de surf, a espaldas de la chica. Pasa el rato y Brady recuerda su cita con Mack, bastante tarde. Después de arreglarse precariamente e ir mal vestido, llega 50 minutos tarde, y se encuentra a Mack en la entrada principal del instituto junto con Spencer Watkins, el chico más popular de la escuela y del que Brady tiene celos, aún al ser el interés amoroso de la mejor amiga de Mack, Alissa. Mack se molesta bastante con Brady, y él (cegado por la rabia y la desilusión) le dice que prefiere dejar la relación, hasta el próximo verano, ya que parece importarle más en esa época del año.
Mack dice estar bien con ello, aunque en realidad se siente impotente y con tristeza, mientras tanto, (en el mundo de "Wet Side Story"), Lela siente que algo ha cambiado desde que Mack y Brady fueron allí, y siente que debe hacer algo para cambiar su futuro. Se dirige al mar, seguido por Tanner y encuentra el collar que Mack había perdido el día anterior. Por eso,camina por el mar, para poder encontrar alguna señal, o algo que la guíe hacia Mack, Brady y su mundo. Mientras tanto, los personajes de “Wet Side Story”comienzan a desintegrarse, pero estos no se dan cuenta aún.
De vuelta al mundo de Mack y Brady, estos dos se encuentran en la playa favorita de Brady, distanciados. Cuando Lela y Tanner aparecen en esa playa,al principio se ven contentos de volver a ver a sus amigos (y estos están maravillados con el mundo real), pero luego comienzan a comprender que estos no pertenecen realmente a su mundo, y deben volver antes de desaparecer ellos mismos. Lela y Tanner aman todo del mundo, hasta lo negativo, lo que dificulta más el poder de volver  a su mundo. Luego (después de un día lleno de emociones y canciones) sus amigos de "Amor sin Arenas" llegan para pedir ayuda a Mack y Brady, ya que se dieron cuenta de que los personajes de la película comenzaban a desaparecer. Ahí es cuando Mack y Brady les cuentan a todos que en realidad son personajes de una película y les explican toda la situación. Después de una emotiva despedida, todos se van de vuelta a su mundo. O al menos eso es lo que ellos dos creían.
En la noche, se desarrolla el baile para salvar a la playa (organizado por el Club que dirige Mack) y llegan los amigos nuevamente para salvar la relación de Mack y Brady, que afortunadamente lo hace. Luego los llevan a la playa, para que puedan irse y todos los personajes desaparecen, dejando sólo a Lela y Tanner. Como Butchy tenía el collar para volver a su mundo y este desapareció, también desaparen sus posibilidades de volver. Si todos los personajes desaparecen, también lo hará la película. Y debido a que Mack y Brady se conocieron por la película, ellos tampoco se habrán conocido.
Brady lleva a Mack al taller que ésta desconocía, y ahí Brady le cuenta a Mack todo, sanando por fin su relación; libre de mentiras y de rencor pero el tiempo está en contra de ellos, por lo que deben apurarse, si no quieren que sus amigos desaparezcan completamente. Lela y Tanner desprendieron la flor de la tabla de surf de la madre de Mack, lo que brindaba la magia que los hacía viajar, para incluirla en la tabla que inventó Brady, que avanza por sí sola. Se despiden nuevamente, pero esta vez para siempre.
Brady se interna en el mar con ambos chicos, porque sólo él sabe hacer funcionar la tabla correctamente. Una vez en el mar, la tabla se niega a responder, y el tiempo se les agota, sin embargo, Brady debe actuar rápido para poner en marcha la tabla: Sí no logra enviar a sus amigos a su película, ellos desaparecerán; por lo tanto, Brady y Mack nunca se conocieron. Al final el mecanismo logra funcionar y ellos se van, dejando a Brady muy preocupado en el mar.  
Brady sale del agua, pero no muestra signos de reconocer a Mack: éstos se han olvidado completamente, porque Lela cambió la película a una protagonizada por ella, llamada "Lela, la Reina de la Playa", a causa de que Mack le dijo a Lela que debía cambiar la película y crear su propio destino. Al final, el baile se cambió por una proyección al estilo de los años 50, con la película de Lela en una pantalla gigante. Brady decide ir a echar un vistazo y se fija en Mack. Se miran a los ojos unos momentos después de vivir un deja-vú.
Cuando finalmente todos bailan al ritmo de "That's How We Do", Mack y Brady descubren que la película había cambiado causando qué Mack y Brady comiencen su historia de amor nuevamente.

## Reparto
| Nombre             | Rol                                                   |
| ------------------ | ----------------------------------------------------- |
| Ross Lynch         | como Brady                                            |
| Maia Mitchell      | como McKenzie "Mack"                                  |
| Grace Phipps       | como Lela (Lila en Hispanoamérica y Leila en España). |
| Garrett Clayton    | como Tanner.                                          |
| John DeLuca        | como Butchy.                                          |
| Chrissie Fit       | como Cheechee (Gigi en Hispanoamérica)                |
| Jordan Fisher      | como Seacat.                                          |
| Kent Boyd          | como Rascal.                                          |
| Mollee Gray        | como Giggles.                                         |
| Jessica Lee Keller | como Struts.                                          |
| William Loftis     | como Lugnut.                                          |
| Piper Curda        | como Allysa.                                          |
| Raymond Cham Jr    | como Devon.                                           |
| Mason Cutler       | como Jock.                                            |
| Ross Butler        | como Spencer.                                         |

## Producción
El 24 de abril de 2014 fue anunciada una secuela de Teen Beach Movie, programada para estrenarse en 2015 en Disney Channel, con su producción establecida para julio de 2014 en Puerto Rico. Es la cuarta película de Disney Channel que se filmará en Puerto Rico, después de Princess Protection Program, Wizards of Waverly Place: The Movie y Teen Beach Movie. Ross Lynch, Maia Mitchell, Grace Phipps, Garrett Clayton y John DeLuca retomarán su papel en la secuela. Los actores restantes que interpretan a los motociclistas y surfistas, Jordan Fisher, Chrissie Fit, William Loftis, Kent Boyd, Jessica Lee Keller y Mollee Gray, también se ha confirmado que volverán para la secuela. Teen Beach 2 es la cuarta secuela desde Camp Rock 2: The Final Jam de 2010,High School Musical 2 de 2007 y The Cheetah Girls 2 de 2006. El sitio oficial de Disney Channel dio a conocer que la película se estrenará en el verano de 2015. La película tuvo un índice de audiencia de 7.5 superando el estreno de Bad Hair Day y Descendants convirtiéndose en la película de Disney más vista de ese año.

## Banda sonora
| N.º | Título                         | Artista(s)                                                                                          | Duración |  |
| 1.  | «Best Summer Ever»             | Ross Lynch, Maia Mitchell, Garrett Clayton, Grace Phipps, John DeLuca, Jordan Fisher & Chrissie Fit | 3:28     |  |
| 2.  | «On My Own»                    | Ross Lynch                                                                                          | 2:25     |  |
| 3.  | «Right Where I Wanna Be»       | Garrett Clayton & Grace Phipps                                                                      | 2:29     |  |
| 4.  | «Falling for Ya»               | Jordan Fisher & Chrissie Fit                                                                        | 2:04     |  |
| 5.  | «Wanna Be With You»            | Jordan Fisher                                                                                       | 2:51     |  |
| 6.  | «Twist Your Frown Upside Down» | Ross Lynch, Maia Mitchell, Garrett Clayton & Grace Phipps                                           | 2:58     |  |
| 7.  | «Silver Screen»                | Ross Lynch & Maia Mitchell                                                                          | 2:58     |  |
| 8.  | «Rescue Me (Bonus Tracks)»     | Sabrina Carpenter                                                                                   | 2:34     |  |
| 9.  | «Gotta Be Me»                  | Ross Lynch, Maia Mitchell, Garrett Clayton, Grace Phipps, John DeLuca & Jordan Fisher               | 3:53     |  |
| 10. | «Meant to Be (Reprise 3)»      | Ross Lynch, Maia Mitchell, Garrett Clayton & Grace Phipps                                           | 1:55     |  |
| 11. | «That's How We Do»             | Ross Lynch, Maia Mitchell, Garrett Clayton & Grace Phipps                                           | 3:36     |  |
| 12. | «Starting Over (Bonus Tracks)» | R5                                                                                                  | 2:55     |  |
| 13. | «On My Own»                    | Ross Lynch                                                                                          | 3:27     |  |
| 14. | «Best Summer Ever»             | Matthew Tishler & Amy Powers                                                                        | 3:28     |  |
| 15. | «Gotta Be Me»                  | Nicolas Molinder, Joacim Persson, Johan Alkenäs & Charlie Mason                                     | 3:54     |  |

## Premios y nominaciones
| Año  | Premiación              | Categoría                              | Trabajo                | Resultado |
| ---- | ----------------------- | -------------------------------------- | ---------------------- | --------- |
| 2015 | Teen Choice Awards 2015 | Mejor Estrella de TV en Verano: Hombre | Ross Lynch             | Nominado  |
| 2015 | Teen Choice Awards 2015 | Mejor Estrella de TV en Verano: Mujer  | Maia Mitchell          | Nominada  |
| 2015 | Teen Choice Awards 2015 | Mejor Canción de Película o Televisión | Elenco de Teen Beach 2 | Nominados |